# Liste des sites classés et inscrits de la Haute-Saône
Cet article recense les sites classés et inscrits de la Haute-Saône, en France.

## Liste

### Sites classés
En 2022, la Haute-Saône compte 10 sites classés.
| Site                                                                    | Commune(s)            | Date            | Critère                 | Superficie (ha) | Notes                                      | Géolocalisation                  | Illustration |
| ----------------------------------------------------------------------- | --------------------- | --------------- | ----------------------- | --------------- | ------------------------------------------ | -------------------------------- | ------------ |
| Parc Lamugnière                                                         | Arc-lès-Gray          | 4 juin 1993     | Pittoresque             | 1,03            |                                            | 47° 27′ 22″ nord, 5° 34′ 48″ est |              |
| Abords du château et de l'abbaye de Bellevaux                           | Cirey                 | 20 juin 1951    | Pittoresque             | 4,83            | Inscrit MH (1946)                          | 47° 24′ 14″ nord, 6° 07′ 12″ est |              |
| Source de la Romaine                                                    | Fondremand            | 13 juin 1913    | Artistique              |                 |                                            | 47° 28′ 30″ nord, 6° 01′ 30″ est |              |
| Rocher du Sabot                                                         | Frotey-lès-Vesoul     | 22 juillet 1913 | Artistique              |                 |                                            | 47° 37′ 55″ nord, 6° 11′ 10″ est |              |
| Château de Gy                                                           | Gy                    | 22 juillet 1913 | Artistique              | 0,75            | Classé MH (1922)                           | 47° 24′ 14″ nord, 5° 48′ 43″ est |              |
| Site cistercien de Cherlieu                                             | Montigny-lès-Cherlieu | 30 avril 1997   | Historique, pittoresque | 347,03          | Inscrit MH (1984, 1998) · Classé MH (1984) | 47° 46′ 52″ nord, 5° 49′ 30″ est |              |
| Ruines du château d'Oricourt et grands tilleuls sur la place du village | Oricourt              | 13 juin 1913    | Historique, pittoresque |                 | Classé MH (1984)                           | 47° 35′ 46″ nord, 6° 23′ 31″ est |              |
| Font de Champdamoy                                                      | Quincey               | 13 juin 1913    | Artistique              |                 |                                            | 47° 36′ 43″ nord, 6° 11′ 35″ est |              |
| Ruines du château de Vallerois-le-Bois                                  | Vallerois-le-Bois     | 22 juillet 1913 | Artistique              |                 | Classé MH (1964)                           | 47° 32′ 56″ nord, 6° 17′ 13″ est |              |
| La Motte                                                                | Vesoul                | 9 mars 2004     | Pittoresque             | 74              |                                            | 47° 37′ 44″ nord, 6° 09′ 07″ est |              |

### Sites inscrits
En 2022, la Haute-Saône compte 13 sites inscrits.
| Site                                  | Commune(s)                    | Date             | Superficie (ha) | Notes                                              | Géolocalisation                  | Illustration |
| ------------------------------------- | ----------------------------- | ---------------- | --------------- | -------------------------------------------------- | -------------------------------- | ------------ |
| Château de Buthiers et son parc       | Buthiers                      | 12 décembre 1968 | 9,15            | Inscrit MH (1980, 1993)                            | 47° 20′ 49″ nord, 6° 01′ 59″ est |              |
| Village de Chariez                    | Chariez                       | 2 novembre 1978  |                 | Cité de caractère (2014)                           | 47° 37′ 12″ nord, 6° 05′ 10″ est |              |
| Village de Fondremand et ses abords   | Fondremand                    | 28 octobre 1977  | 903,5           | Cité de caractère                                  | 47° 28′ 34″ nord, 6° 01′ 37″ est |              |
| Centre ancien de Gray                 | Gray                          | 8 décembre 1970  | 19,09           | Cité de caractère (2016)                           | 47° 26′ 42″ nord, 5° 35′ 31″ est |              |
| Village de Château-Lambert            | Haut-du-Them-Château-Lambert  | 25 octobre 1974  | 88,82           |                                                    | 47° 51′ 25″ nord, 6° 45′ 22″ est |              |
| Ensemble urbain de Luxeuil-les-Bains  | Luxeuil-les-Bains             | 22 février 1972  | 9,82            |                                                    | 47° 49′ 01″ nord, 6° 22′ 52″ est |              |
| Parc des thermes                      | Luxeuil-les-Bains             | 1er octobre 1943 | 5,28            |                                                    | 47° 49′ 16″ nord, 6° 22′ 37″ est |              |
| Ensemble urbain de Marnay             | Marnay                        | 24 mars 1972     | 15,31           | Cité de caractère                                  | 47° 17′ 28″ nord, 5° 46′ 19″ est |              |
| Bourg de Pesmes                       | Pesmes                        | 20 novembre 1968 | 84,44           | Cité de caractère                                  | 47° 16′ 52″ nord, 5° 33′ 58″ est |              |
| Chapelle Notre-Dame du Haut           | Ronchamp                      | 11 mars 1960     | 31,24           | Classé MH (1967, 2004) · Patrimoine mondial (2016) | 47° 42′ 14″ nord, 6° 37′ 16″ est |              |
| Ermitage de Saint-Valbert             | Saint-Valbert                 | 1er octobre 1943 | 28,39           | Classé MH (1914)                                   | 47° 51′ 32″ nord, 6° 24′ 11″ est |              |
| Parc Notre-Dame-de-Lorette du château | Scey-sur-Saône-et-Saint-Albin | 13 décembre 1994 | 123,82          |                                                    | 47° 39′ 40″ nord, 5° 57′ 43″ est |              |
| Quartiers anciens de Vesoul           | Vesoul                        | 5 juillet 1977   | 34,08           |                                                    | 47° 37′ 26″ nord, 6° 09′ 25″ est |              |